# José Martínez Gázquez
José Martínez Gázquez (María, província d'Almeria, 19 d'agost de 1943) és un filòleg i llatinista espanyol, catedràtic de filologia llatina a la Universitat Autònoma de Barcelona i acadèmic de l'Acadèmia de Bones Lletres de Barcelona des de 2007.

## Biografia
Va iniciar els seus estudis d'Humanitats i Filosofia en el Seminari Diocesà d'Almeria. Va estudiar la llicenciatura en Filologia Clàssica en la Universitat de València i Barcelona. El 1973 va obtenir el títol de Doctor per la UB amb Premi extraordinari de Doctorat. Va ser Professor Ajudant de la Universitat de Barcelona entre 1970 i 1972, i professor de la Universitat Autònoma de Barcelona des de 1972 fins a 1988. Va ser Catedràtic de la Universitat de Múrcia durant el curs 1998-1989 i catedràtic de la Universitat Autònoma de Barcelona entre 1989 i 2013. Des de 2013 és professor emèrit.

## Distincions acadèmiques
- Doctor Honoris causa per la Friedrich-Alexander-Universität Erlangen-Nürnberg. Alemanya 07-05-2014.[3]
- Acadèmic de Nombre de la “Reial Acadèmia de Bones Lletres de Barcelona”.
- Associé correspondant étranger (a.c.é.) de la Société Nationale des Antiquaires de France.
- Membre de l'International Medieval Latin Committee Membre del Consiglio di amministrazione de la SISMEL, Società Internazionale pel Studio del Medio Evo Latino, Firenze.
- Premi d'Excel·lència de Recerca (PREI). Secció de Ciències Humanes de la Universitat Autònoma de Barcelona 2008.

## Publicacions
Ha publicat més de 175 treballs científics, llibres i articles en editorials i revistes nacionals i internacionals i els seus principals interessos en el camp de la recerca han estat:
Història de la Hispània romana:
- La Campaña de Catón en Hispania, Barcelona 1974, (19922ª).
- "Los dioses médicos y el culto a la salud en Herbarios romanos. Pseudo-Musa y Pseudo-Apuleyo”, La cultura latina en la Cueva Negra. En agradecimiento y homenaje a los Prf. A. Stylow y M. Mayer. Antigüedad y Cristianismo. XIX 2002, pp. 67–75.
- Livio e Hispania, Hispanité et Romaniité. Jean Marie André (ed.). Madrid, 2004, pp. 177–187.
- "La percepción del poder indígena en Hispania en Tito Livio", Pouvoir des hommes, pouvoir des mots, des Gracques à Trajan. Hommages au Prof. Paul M. MARTIN. Textes édités par O. DEVILLERS et J. MEYERS: Louvain. Paris, 2009, pp. 227–237.
- Estudio y edición de las traducciones latinas del Corán y literatura de confrontación religiosa en la Península Ibérica:
- “Trois traductions médiévales latines du Coran: Pierre le Venerable-Robert de Ketton, Marc de Tolède et Jean de Segobia”, Revue des Études Latines 80, 2002, pp. 223–236.
- "El Prólogo de Juan de Segobia al Corán (Qur’ān) trilingüe (1456)", Mittellateinisches Jahrbuch 38, 2003, pp. 389–410.
- “Translations of the Qur’an and Other Islamic Texts before Dante (Twelfth and Thirteenth Centuries)", Dante Studies LCXXV 2007 79-92.

Estudi i edició de texts cientifícs àrabs traduïts al llatí:
- Las tablas de los movimientos de los cuerpos celestiales del Iluxtrisimo Rey don Alonso de Castilla seguidas de su Additio. (Traducción castellana anónima de los Cánones de Juan de Sajonia), Murcia, 1989.
- Pedro Gallego, Opera omnia quae exstant. Summa de astronomía. (Apéndice J. Samsó), “La cultura astronómica de Pedro Gallego”) Liber de animalibus. De re oeconomica. SISMEL, Firenze, 2000.
- "Auctor et Auctoritas en las traducciones del griego y el árabe al latin", Auctor et Auctoritas in Latinis Medii Aeui Litteris Author and Authorship in Medieval Latin Literature. Proceedings of the VIth Congress of the International Medieval Latin Committee (Benevento-Naples, November 9-13, 2010) edited by Edoardo D'Angelo and Jan Ziolkowski. SISMEL, Firenze, 2014 pp. 691–707.
- "Titulus V of Petrus Alfonsi's Dialogus and Alfonso de Espina's Fortalitium fidei", Petrus Alfonsi and his Dialogus. Background, Context, Reception. Edited by C. Cardelle and Ph. Roelli. SISMEL, Firenze, 2014.

Estudis d'Hagiografia medieval:
- "Los estudios hagiográficos sobre el Medioevo en los últimos treinta años en Europa: España", Hagiographica Rivista di agiografia e biografia della SISMEL. “Gli studi agiografici sul Medioevo negli ultimi trenta anni in Europa” VI 1999, pp. 1–22.
- “Las reliquias del Monasterio de Sant Cugat del Vallès en el siglo XIII y los abades Raimundus de Bagnariis y Petrus de Ameniis”, Societas amicorum. Mélanges offerts à F. Dolbeau pour son 65e anniversaire. Ëtudes réunies par J. Elfassi, C. Lanéry et A.M. Turcan-Verkerk. Firenze, 2012, pp. 460–471.